# Kumquat de Rongan
Espèce
Le kumquat de Rongan est un agrume cultivé dans le comté de Rongan (ou Rong'an), à Liuzhou dans le Guangxi. Il bénéficie d'une indication géographique chinoise reconnue et protégée dans l'Union Européenne depuis 2022.

## Dénomination
Rong’an Kumquat est le nom qui figure dans le texte européen en français
Les noms de cultivars de kumquats (Fortunella margarita (Lour.) Swingle) de Rong'an 融安金桔 (Róng ān jīn jú) Rong’an Jinju sont   
- 'Cuipi' le 滑皮金桔 (Huá pí jīn jú) kumquat à peau lisse, 广西融安滑皮金桔 (Guǎngxī róng ān huá pí jīn jú)   kumquat à peau lisse du Guangxi, aussi 脆皮金桔 (cuì pí jīn jú) kumquat croustillant. Ce sont des fruits très sucrés, jusqu'à 18 à 20 °brix[3].
- 'Youpi' le 油皮金桔 (Yóupí jīn jú) kumquats à peau grasse, traditionnel,
- 'Cuimi' 脆蜜金桔 (Cuì mì jīn jú) Kumquat croustillant de miel, tétraploïde sélectionné localement et approuvé par le Comité d'approbation des variétés de culture du Guangxi sous le nom de 'Crisp Honey Kumquat', très gros fruit de 20 à 60 g[3].

## Histoire
L'enregistrement de Rong'an Golden Orange comme marque de certification d'indication géographique date de 2007 et la protection d'indication géographique nationale de 2011 (n°178) mesures de gestion du 19 mars 2021.
Selon la notice du département d'Agriculture du Guangxi, Rongan est la ville natale des kumquats en Chine. La culture remonterait à 1758, 50e année du règne de Qianlong (dynastie Qing). Les kumquats nagami (ovales) introduits en Europe en mai 1846 par le botaniste Robert Fortune à la suite de son voyage en Chine avaient été collectés dans les districts de Fuzhou (Fujian), Zhoushan et Ningbo (Zhejiang).
En 2022, la superficie cultivée était de 87 000 ha et la production de 235 000 t. Rongan est devenue la principale région de production de kumquat en Chine.

## Caractéristiques
Le fruit est ovale avec une hauteur de 3 à 4 cm et un diamètre de 2,5 à 3,5 cm. Poids moyen 15 à 25 g, 3 à 6 graines. La période de maturité va d'octobre à janvier avec une récolte de mi-novembre à décembre.
La région bénéficie de bonne ressources en eau et d'hivers sans gel, d'un sol acide et fertile. L'industrie de transformation est spécialement active: gâteaux de kumquat, des tranches de kumquat confite, thé au kumquat (thé Kumquat Pu'er), pâte de kumquat, jus. La vente de fruits frais se fait principalement par internet (750 entreprises de commerce électronique de divers types, 23 000 sites de vente en ligne).
An décembre se tient le Festival du tourisme culturel du kumquat du comté de Rongan avec dégustation et désignation du Roi du kumquat.